# Distrikt Zahlé
Der Distrikt Zahlé (arabisch قضاء زحلة, DMG Qaḍāʾ Zaḥla) ist ein Verwaltungsbezirk im Gouvernement Bekaa der Republik Libanon. Seine Hauptstadt ist die gleichnamige Stadt Zahlé. Gegründet wurde die Stadt vor 300 Jahren, in einer Umgebung, dessen Besiedlung seit über 5 Jahrtausenden andauert.

## Wichtige Gemeinden
- Ali an Nahri
- Anjar
- Barelias
- Jdita
- Majdal Anjar
- Qabb Ilyas
- Rayak
- Saadnayel
- Taalabaya
- Zahlé
- Qâa er Rîm

## Bevölkerung
Der Distrikt Zahlé ist einer der diversesten im Libanon. Grob 55 % der Bevölkerung sind Christen, davon ein wesentlicher Anteil Griechisch-Katholischer Konfession. Die üblichen 45 % der Bevölkerung sind hauptsächlich Muslime, die meisten davon Sunniten, mit einer Schiitischen Minderheit. Des Weiteren sind in der Region kleinere Armenisch-Orthodoxe, sowie Römisch-Katholische Gemeinden, die historisch um Anjar liegen.

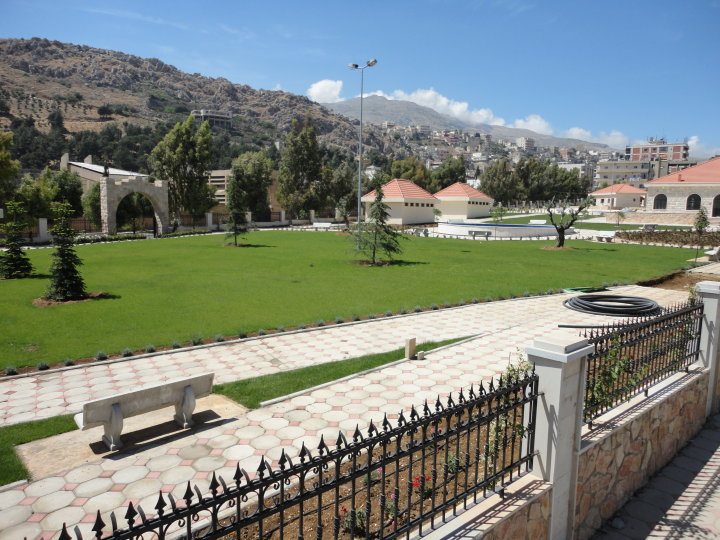
Kabelias im Distrikt Zahlé

Religion im Distrikt Zahlé

## Weitere Gemeinden
- Ablah
- Ain Kfar Zabad
- Bouarij
- Chtoura
- Dalhamiye
- Deir el Ghazal
- Ferzol
- Haoush el Ghanam
- Haoush Hala
- Hay el Fikani
- Kfar Zabad
- Makse
- Masa
- Mreijat
- Nabi Ayla
- Nasriyet Rizk
- Niha Bekaa
- Qousaya
- Raait
- Taanayel
- Tal Amara